# Burkhard Schittny
Burkhard Schittny (* 1966 in Gütersloh) ist ein deutscher Fotograf und Künstler.

## Leben
Schittny studierte zunächst Mode-Design an der Hochschule für Künste Bremen, bevor er den Studienschwerpunkt auf Fotografie verlagerte. Das Diplom schloss er 1997 mit einer fotografischen Arbeit, inspiriert durch den Maler Francis Bacon, ab.
Drei Jahre später ermöglichte ihm ein Stipendium des Deutschen Akademischen Austauschdienstes (DAAD) den Masterstudiengang in Fine Art am Central Saint Martins College of Art and Design in London. Neben der Fotografie konzentrierte er sich hier auf das bewegte Bild und die Auseinandersetzung mit dem eigenen Körper. Für die Master-Abschlussarbeit entstanden zwei expressive Videoperformances, in denen er selbst als Protagonist auftrat.
Ab 2010 widmete er sich dem Thema Macht, insbesondere dem kriegspolitischen Machtmissbrauch und dem daraus resultierenden Einfluss auf die Gesellschaft. Unter dem Titel Erbe der Angst – Der Krieg in mir entstand eine mehrteilige Reihe dokumentarisch-konzeptioneller Arbeiten über die Kriegsschauplätze seines Vaters und die Vertreibung seiner Mutter in Folge des Zweiten Weltkrieges. Daraus bildete sich die Werkgruppe „Legacy Projects“. Ihr gehören mittlerweile über den historischen Ansatz hinaus kriegs- und machtbezogene Arbeiten an, die auch aktuelle Geschehnisse und Gesellschaftsphänomene thematisieren.
Zu Schittnys künstlerischem Repertoire zählen inzwischen Fotografie, Video, Sound, Performance, Installation und textbasierte Präge-/Fotoarbeiten. Seine Arbeiten wurden mit Preisen und Auszeichnungen bedacht und sowohl national als auch international ausgestellt. Einige Arbeiten befinden sich in Sammlungen.
Neben der freien künstlerischen Tätigkeit hat Schittny auch Gastprofessuren übernommen und regelmäßig fotografische Auftragsarbeiten realisiert. Zu seinen Kunden zählten u. a. The New York Times Magazine, New York Magazine, Wired, Fortune. Schittny lebt mit seiner Familie in Hamburg.

## Preise und Auszeichnungen
- 2010: London Photographic Association, Urbanscape, Bronze Winner[5]
- 2005: ADC New York ‚Distinctive Merit Award‘ für Brussels Serie
- 2005: ADC Switzerland 2005 shortlist
- 2000: DAAD-Jahresstipendium für London
- 1999: Reinhart-Wolf-Preis 99, Auszeichnung[2]
- 1998: Reinhart-Wolf-Preis 98, Auszeichnung
- 1998: Inszenierte Fotografie 3, ColorService Stuttgart, 1. Platz
- 1997: PIXEL 2 Digital Imaging Award 97, Kodak, 3. Platz
- 1996: Nachwuchs-Förderpreis 96, Kodak